# 11. prosinca
11. prosinca (11. 12.) 345. je dan godine po gregorijanskom kalendaru (346. u prijestupnoj godini).
Do kraja godine ima još 20 dana.

## Događaji
- 1602. – Karl Emanuel Savojski posljednji je put napao Ženevu da bi je pripojio, a kao sjećanje na taj dan svake godine se slavi Eskalada.
- 1816. – Indiana postala američka savezna država
- 1852. – papa Pio IX. bulom Ubi primum placuit uzdignuo Zagrebačku biskupiju na rang nadbiskupije.
- 1946. – osnovan UNICEF
- 1964. – Che Guevara održao govor u Ujedinjenim narodima
- 1972. – članovi posade Apolla 17 Cernan, Evans i Schmitt posljednji puta na Mjesecu. Završava Program Apollo. Planirane misije Apolla 18, 19, i 20 su otkazane.
- 1991. – Pripadnici paravojne postrojbe pobunjenih hrvatskih Srba, "šiltovi", pobili 15 hrv. civila u selu Gornjim Jamama kod Gline.
- 1991. – Ukrajina priznala Hrvatsku. Bila je prva zemlja članica UN-a koja je to napravila.
- 2019. – Objavljeni su službeni ishodi referenduma o neovisnosti Bougainvillea od Papuanske Nove Gvineje, koji je održan od 23. studenog do 7. prosinca. Na referendumu je, od 206 731 registriranih birača, biračko pravo iskoristilo njih 181 067. Od njih je za veću autonomiju unutar Papuanske Nove Gvineje glas dalo 3 043 ljudi (1.69%). Bilo je 1 096 nevažećih listića. Golema većina birača, njih 176 928 (98.31%), glasovalo je za punu neovisnost Bougainvillea.[1][2]

## Rođenja 11. prosinca
- 1475. – Lav X., papa († 1521.)
- 1803. – Hector Berlioz, francuski skladatelj († 1869.)
- 1843. – Robert Koch, njemački bakteriolog († 1910.)
- 1886. – Aurel Babeș, rumunjski znanstvenik († 1962.)
- 1890. – Carlos Gardel, argentinski pjevač († 1935.)
- 1906. – Janez Strašek, slovenski katolički svećenik († 1947.)
- 1911. – Naguib Mahfouz, egipatski književnik i nobelovac († 2006.)
- 1913. – Jean Marais, francuski glumac († 1998.)
- 1918. – Aleksandar Isajevič Solženjicin, ruski prozaist i nobelovac († 2008.)
- 1924. – Charles Bachman, američki informatičar († 2017.)
- 1931. – Sunčana Škrinjarić, hrvatska književnica († 2004.)
- 1943. – John Kerry, američki političar
- 1949. – Ivan Buljan, hrvatski nogometaš
- 1969. – Viswanathan Anand, indijski velemajstor i biviši svjetski prvak u šahu
- 1970. – Nenad Pralija, hrvatski nogometaš
- 1972. – Andrij Husin, ukrajinski nogometaš i nogometni trener († 2014.)
- 1979. – Rider Strong, američki glumac
- 1984. – Sandra Echeverría, meksička glumica i pjevačica
- 1988. – Božo Starčević, hrvatski hrvač
- 2007. – Bruno Durdov, hrvatski nogometaš

## Smrti 11. prosinca
- 384. – Damaz I., papa
- 1241. – Ogotaj, treći sin Džingis-kana i drugi veliki kan Mongolskog Carstva
- 1582. – Fernando Álvarez de Toledo Alba, španjolski vojskovođa (* 1507.)
- 1875. – Štefan Pinter, slovenski pjesnik (* 1831.)
- 1909. – Ludwig Mond, englesko-njemački kemičar i industrijalac (* 1839.)
- 1918. – Ivan Cankar, slovenski književnik (* 1876.)
- 1964. – Alma Mahler, austrijska umjetnica (* 1879.)
- 1965. – Đuro Tiljak, hrvatski slikar (* 1895.)
- 1993. – Ivo Friščić, hrvatski slikar i likovni umjetnik (* 1937.)
- 1995. – Miko Tripalo, hrvatski političar i jedan od vođa Hrvatskog proljeća (* 1926.)
- 2010. – Marina Nemet, hrvatska glumica (* 1960.)

## Blagdani i spomendani
- Dan UNICEF-a
- Međunarodni dan planina
- Međunarodni dan astme

## Imendani
- Damaz, po papi Damazu I. iz 4. stoljeća
- Damir,
- Josip Egip